# Troglodytes rufociliatus
Troglodytes rufociliatus là một loài chim trong họ Troglodytidae.